# Слоновая кость

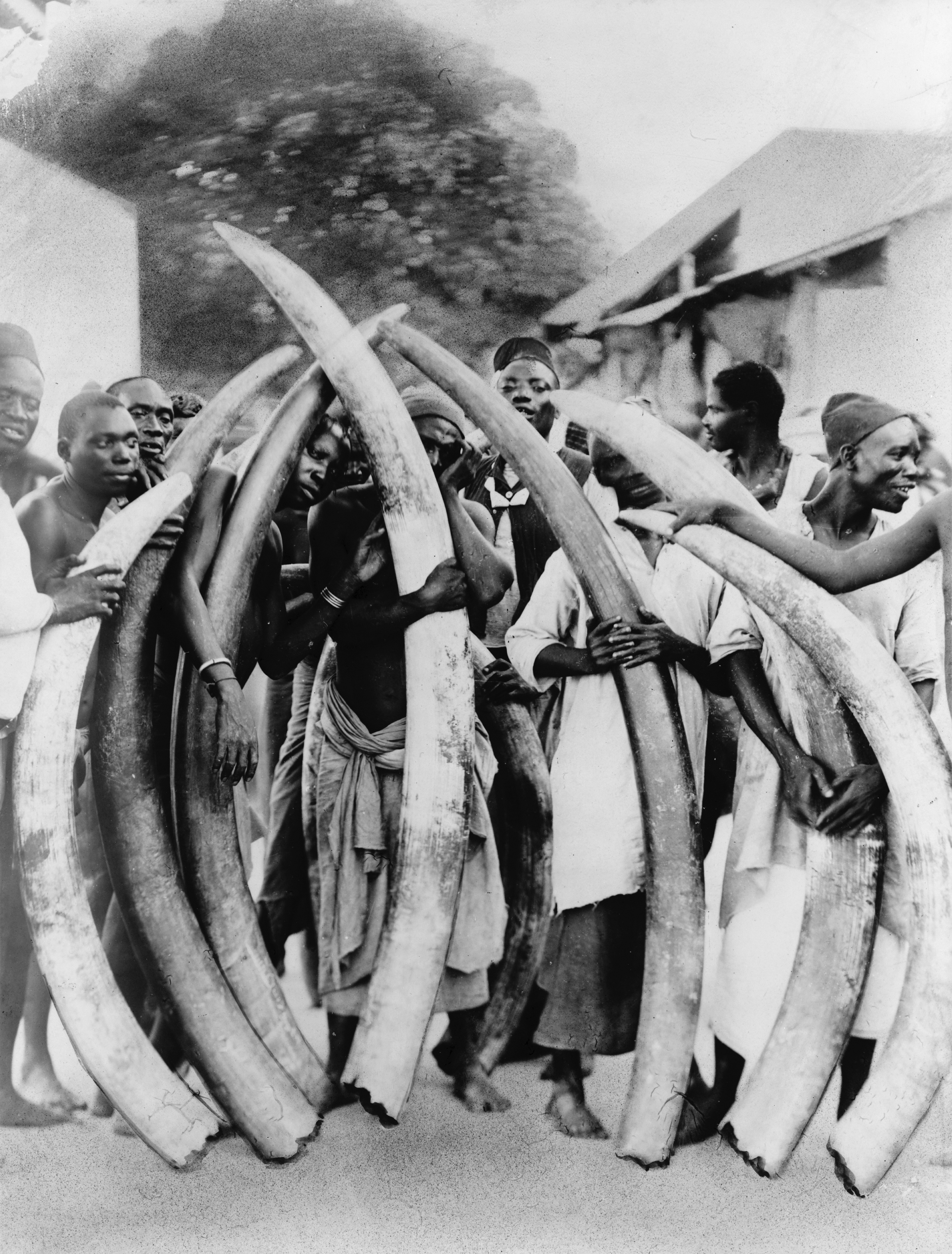
Аборигены со слоновьими клыками, Дар-эс-Салам, около 1900 года

Слоновая кость — драгоценный материал для выделки предметов роскоши, обычно из бивней слонов. Слоистая, по оттенку варьируется от белого до белого с лёгкой желтизной, состоит из белка, фосфата кальция и углекислого кальция. Хорошо обрабатывается резцом и полируется. В настоящее время слоновая кость заменяется пластическими веществами, с 1989 года запрещена на международном уровне для использования, но является предметом браконьерства (в основном используется для изготовления мелких резных изделий и украшений).

## Свойства слоновой кости
Лучшие сорта слоновой кости в свежем виде полупрозрачны, монолитны, твёрды и менее других желтеют со временем. Слоновая кость меньшей прозрачности, более тёмного цвета, с повреждениями в виде трещин и сломов и более склонная к пожелтению ценится меньше.

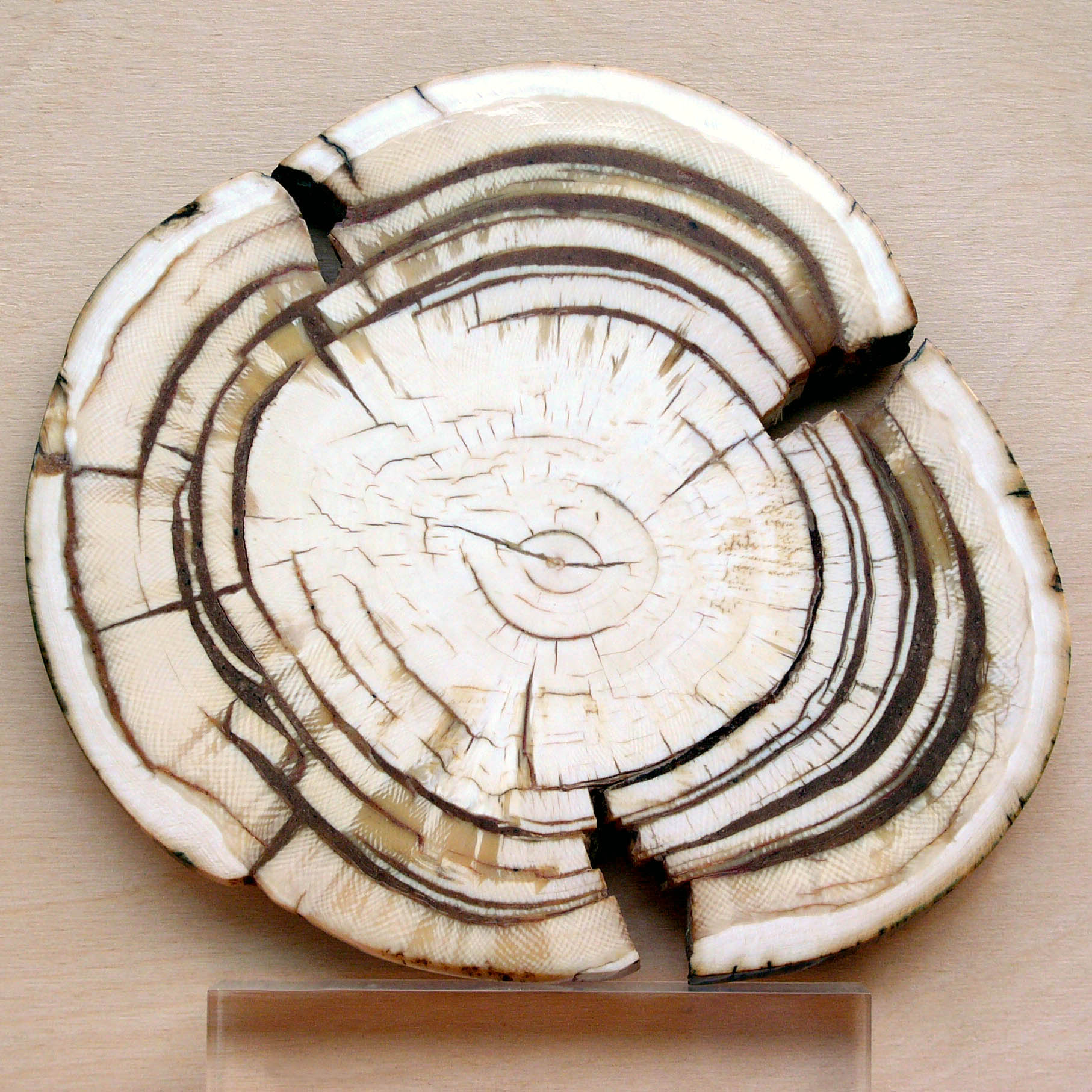
Срез бивня мамонта.

Слоновьи бивни достигают 2,5 м длины и веса в 90 кг, хотя преобладают экземпляры весом порядка 10 кг.

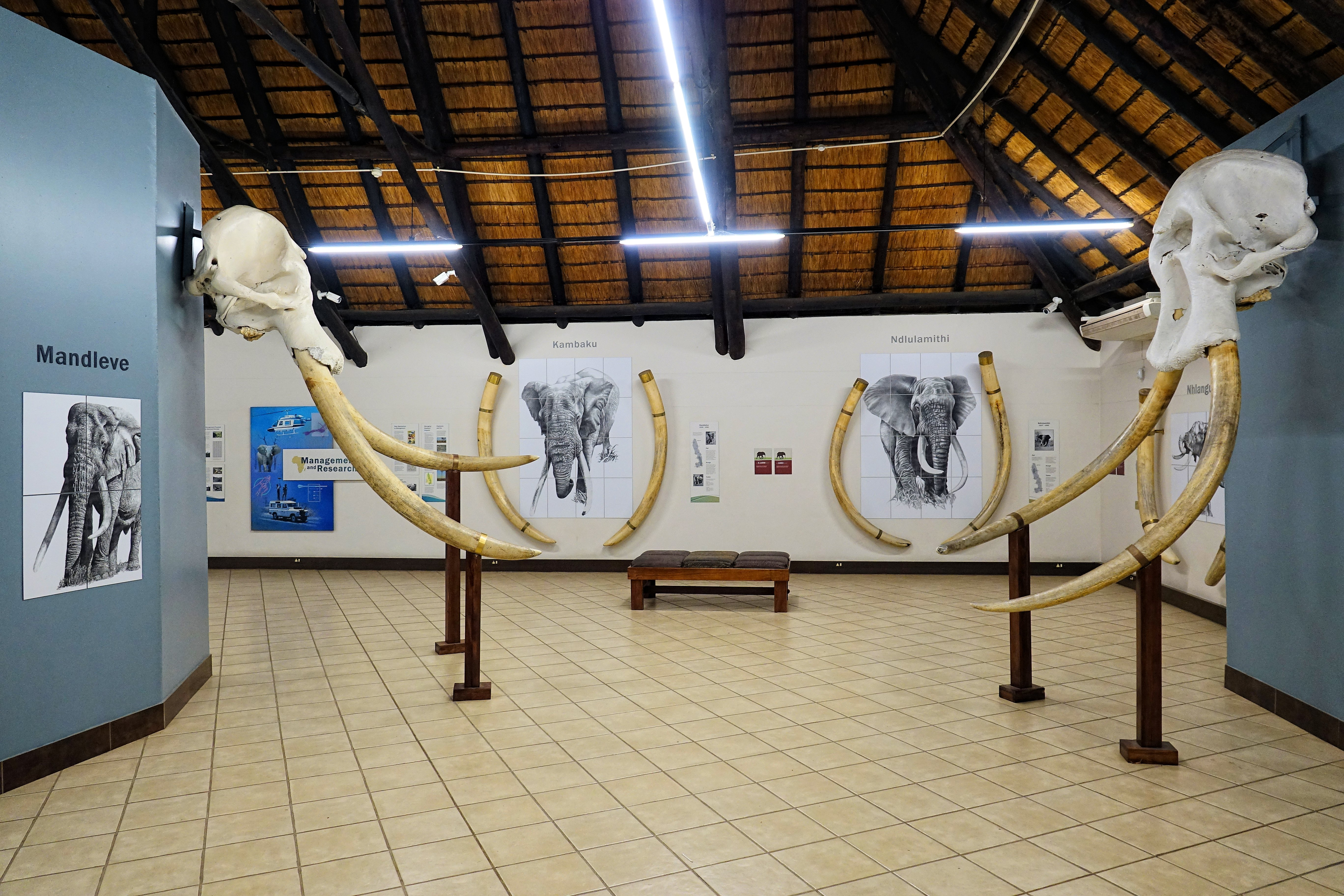
Бивни слонов (специализированная экспозиция в лагере "Летаба" в национальном парке Крюгера, ЮАР)

Слоновья кость содержит, как и простая кость, фосфорнокислую известь, но в меньшей пропорции, от 56—59 %, и органическое вещество, дающее желтизну при кипячении с водой. В кислоте слоновья кость размягчается, вследствие растворения части извести, и становится полупрозрачной. В таком виде её можно сгибать и формовать, а затем, после удалении кислоты в горячей воде, ей можно вернуть прежнюю жёсткость, но вид уже несколько меняется. Для отбеливания пожелтевшей слоновьей кости её выставляли в течение нескольких дней на свет, погрузив в стеклянный сосуд со скипидаром; так как при этом иногда на дне выделялась разъедающая кость жидкость, отбеливаемые предметы клали на подставки.
Обыкновенно, клыки слона изогнуты по дуге круга, хотя попадаются и двоякой кривизны, наподобие бычьего рога; у основания и почти до половины длины они трубчатые, но пустота постепенно сужается, а стенки "трубки" утолщаются к острому концу. Срез бивня, обыкновенно, почти эллиптический (5:4); строением напоминает древесный; поверхностный слой около 3 мм толщиной и мало отличается от основной массы, хотя иногда бывает толще и темнее.
Срезанный клык со временем ссыхается, так же как и дерево, заметное изменение размеров происходит вдоль волокон. Для получения качественного продукта высушивание производят очень медленно, иначе образуются трещины. Слоновую кость распиливают очень тонкой пилой с довольно крупными, но мало разведёнными зубцами, смачивая водой, потому что нагревание пилы вызывает трещины в материале. Материал этот так дорог, что его экономят и стремятся использовать все отходы производства.
Режущие инструменты при обработке слоновой кости должны скорее скоблить, чем резать стружку из опасения испортить материал. Шлифуют также аккуратно. Слоновая кость легко окрашивается с помощью анилиновых красок и других обычных красильных веществ, протравой долгое время служила оловянная соль, квасцы и т. п.

## Изделия из слоновой кости
Слоновая кость используется как поделочный материал для изготовления предметов искусства с древнейших времён.
Раньше из слоновой кости делали опиумные трубки, обложки священных книг, консульские диптихи и другие произведения искусства. Существуют упоминания о том, что древние греки делали из слоновой кости статуи, однако даже фрагментов этих произведений искусства до нас не дошло, возможно, они были из дерева и лишь покрыты слоновой костью.
Игральные кости, костяшки домино — в их названиях до сих пор сохранилась память о материале, из которого они делались. Также из кости незаконно делаются и сейчас фишки для игры в маджонг (главным образом в Китае).
Из кости делались бильярдные шары, клавиши для роялей и пианино.
В XVIII—XIX веках основой для портретной миниатюры служили тонкие пластины из слоновой кости.
С середины XIX века 90% мировой добычи слоновых бивней шло в городки Дип Ривер и Эссекс в Коннектикуте. В Дип Ривер компания Pratt, Read & Co. выпускала различные изделия из слоновой кости, прежде всего, клавиши для роялей и пианино. Её конкурент Comstock, Cheney & Co. в Эссексе также выпускала клавиши для роялей и пианино. Затем дорогостоящую слоновую кость заменили пластмассы.
Сейчас, в условиях развитого производства пластмасс, изделия из слоновой кости ценятся исключительно за аутентичность и редкость.

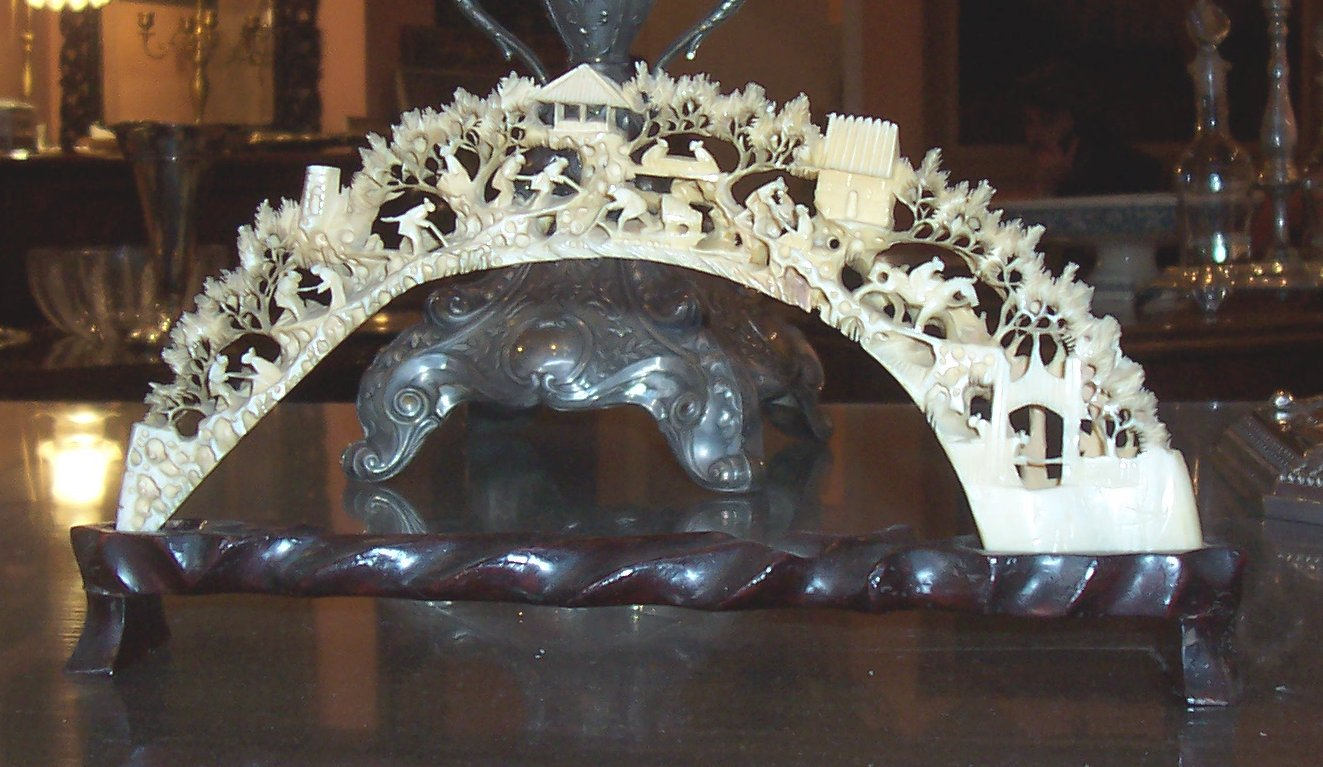
Украшение из слоновой кости.
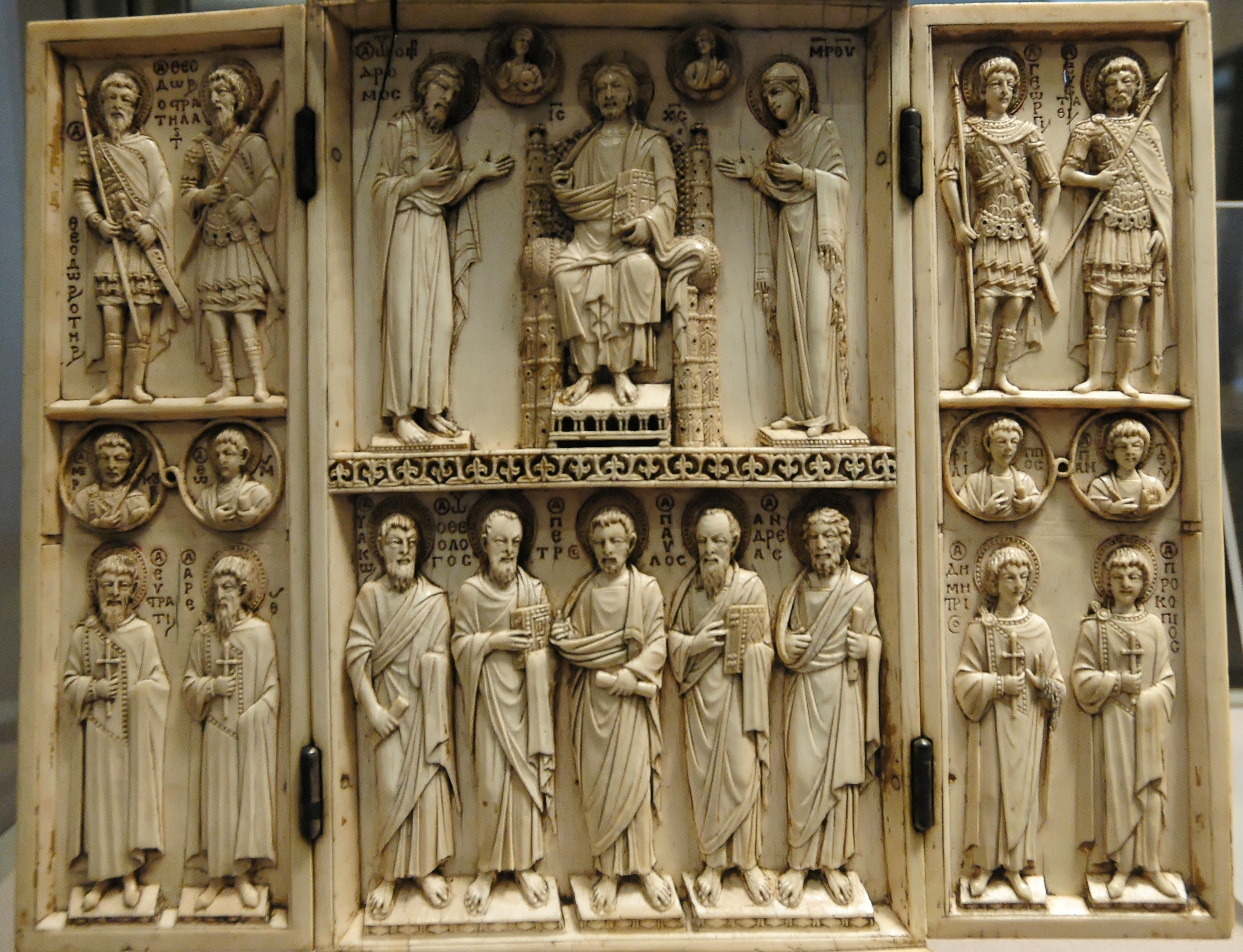
Триптих Арбавиля из слоновой кости (Византия, конец X века)
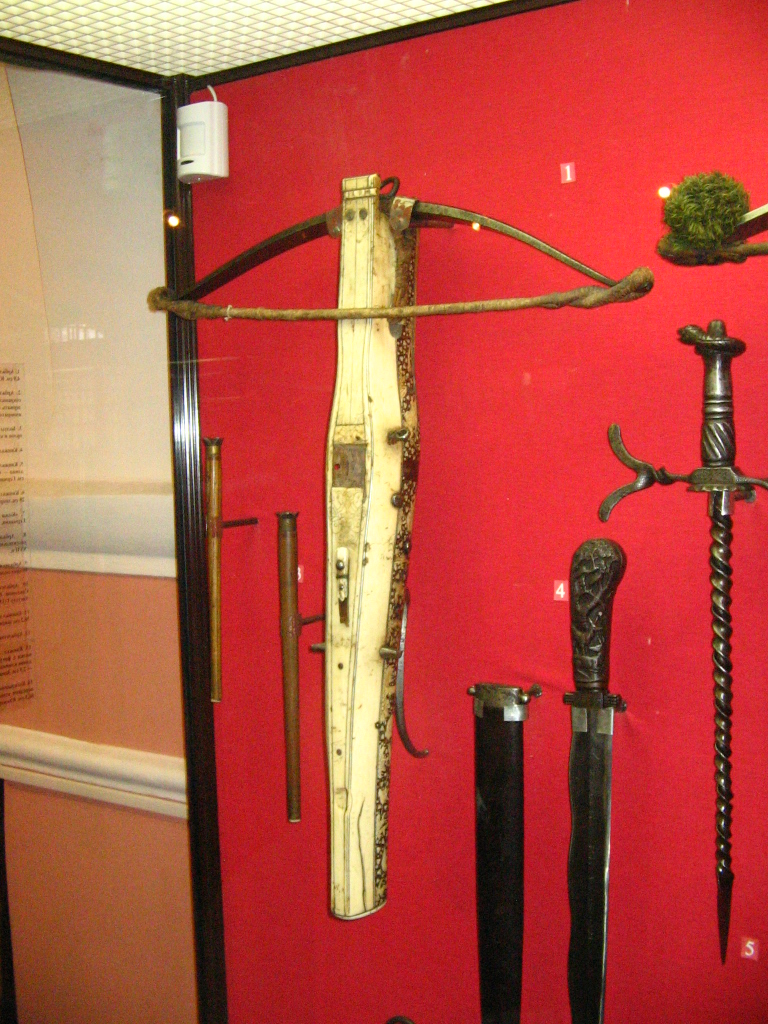
Охотничий арбалет из слоновой кости
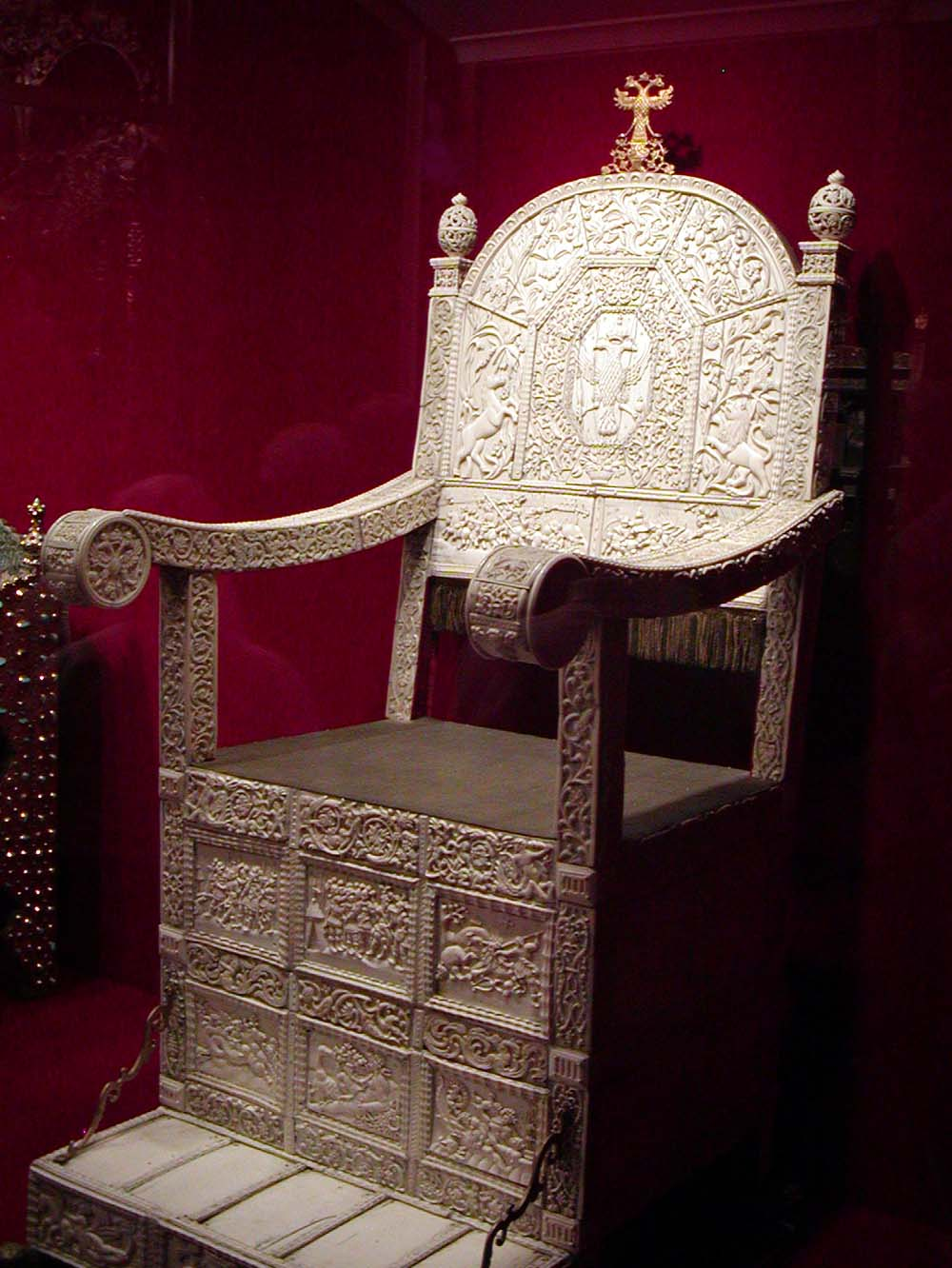
Костяной трон Ивана Грозного

## Ограничения на добычу и торговлю
Главным источником слоновой кости долгое время служили Африка (см. Берег Слоновой Кости), Индия и Китай.
Из-за быстрого сокращения популяции слонов во многих странах был введён полный или частичный запрет на импорт и торговлю этим материалом. Наибольшее сокращение популяций произошло из-за браконьеров в течение и до 1980-х годов. В 1989 году ООН ввела 9-летний мораторий на торговлю слоновой костью, вследствие чего произошёл рост популяций и вновь спад, когда запрет был отменён для беднейших стран с большими популяциями слонов. Многие африканские страны, включая Зимбабве, Замбию, Намибию и Ботсвану, утверждают, что торговля слоновой костью необходима как для стимуляции их экономики, так и для ограничения количества слонов, якобы наносящих вред окружающей среде.
В 2002 году ООН частично отменила запрет на торговлю слоновой костью, разрешив нескольким странам экспортировать определённое количество слоновой кости.
Под давлением Международного фонда защиты животных (IFAW) в 2007 году компания eBay запретила все международные продажи товаров из слоновой кости на своих сайтах. Решение было принято после ряда массовых убийств африканских слонов, самым заметным из которых стало убийство слонов в Закоума в 2006 году в Чаде. IFAW обнаружил, что до 90 % сделок со слоновой костью, заключаемых на eBay, нарушают его собственные правила защиты дикой природы и потенциально незаконны. В октябре 2008 года eBay расширил защитные меры, запретив любые сделки со слоновой костью, в том числе и внутригосударственные.
Спустя шесть лет поддерживаемая ООН Конвенция по международной торговле вымирающими видами дикой фауны и флоры предоставила разрешение Китаю и Японии закупить из африканских государственных запасов в ходе одноразового аукциона партию слоновой кости. Было закуплено около 44 тонн из Ботсваны, 9 тонн из Намибии, 51 тонна из ЮАР и 4 тонны из Зимбабве.

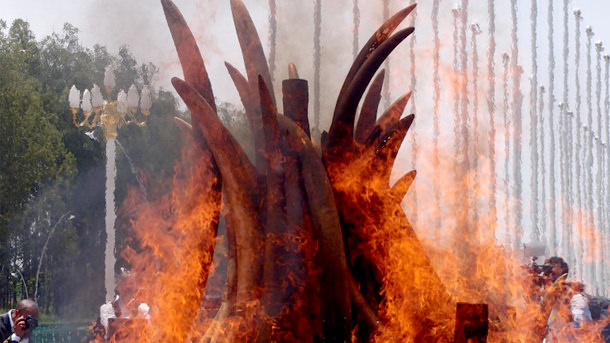
Сожжение слоновой кости в Браззавиле, Республика Конго в апреле 2015 г.

Кения выступила главным критиком этой одноразовой продажи. В этой стране слоновьи популяции резко упали в десятилетие перед запретом 1989 года и она заявила, что легализация торговли слоновой костью в любом месте Африки ставит под угрозу слонов по всей Африке, так как браконьеры будут пытаться легализовать свои нелегальные запасы с помощью законных государственных складов. В 2010 году в ходе специальной сессии Конференции по развитию в Дохе Кения и 22 поддержавшие её страны предложили ввести 20-летний мораторий на торговлю слоновой костью.
В последнее время наблюдается устойчивый рост торговли слоновой костью из-за роста популяции слонов в Южной Африке. Организации, которые занимаются защитой слонов, считают, что это произошло из-за снижения браконьерства и введения запрета на торговлю слоновой костью. Однако в большинстве других стран, где обитают африканские слоны, их количество продолжает падать. На огромных территориях Западной и Центральной Африки слоны уже полностью истреблены браконьерами.
Исторический ареал диких слонов в Азии в настоящее время фрагментирован, незаконная охота на них продолжается. Слоны близки к исчезновению в Китае, Вьетнаме, Лаосе, Камбодже и Индонезии. В Мьянме зарегистрированы даже кражи домашних слонов для добычи слоновой кости.
Хотя пик браконьерской охоты на слонов ради слоновой кости миновал ещё в 1980-е годы, такое браконьерство всё ещё остается серьёзной проблемой. Так, в Кении слонов убивают браконьеры из Сомали, которые охотятся на слонов с помощью духовых трубок со стрелами или луков, чтобы не привлекать внимание охотничьих инспекторов шумом выстрелов из огнестрельного оружия. Кроме того, браконьеры вкалывают слонам разного рода анестетики, чтобы усыпить их и спилить у них бивни. В Зимбабве в конце сентября 2013 года браконьеры безнаказанно отравили почву на одном из участков саванны, где паслись слоны, цианидом, в результате чего погибло свыше 80 слонов.
В последнее время партии конфискованной слоновой кости в Кении, Габоне и ЦАР публично сжигают. Так, в начале мая 2016 г. в Кении более ста тонн слоновой кости и рога носорога были сожжены на огромном костре, который собственноручно поджег президент Ухуру Кениата. При этом сгорели бивни почти 6700 слонов, убитых браконьерами.

## Аналоги
С запретом на торговлю слоновой костью возросла добыча ископаемой мамонтовой кости, похожей на слоновью. Основной регион её добычи — Якутия. В 2009 экспорт мамонтовой кости из России составил примерно 60 тонн в год при средней цене около 500 долл. США за килограмм. Основное направление экспорта — Гонконг.
Клыки моржей несравненно меньше и желтее, но по своим свойствам очень близки к слоновой кости.

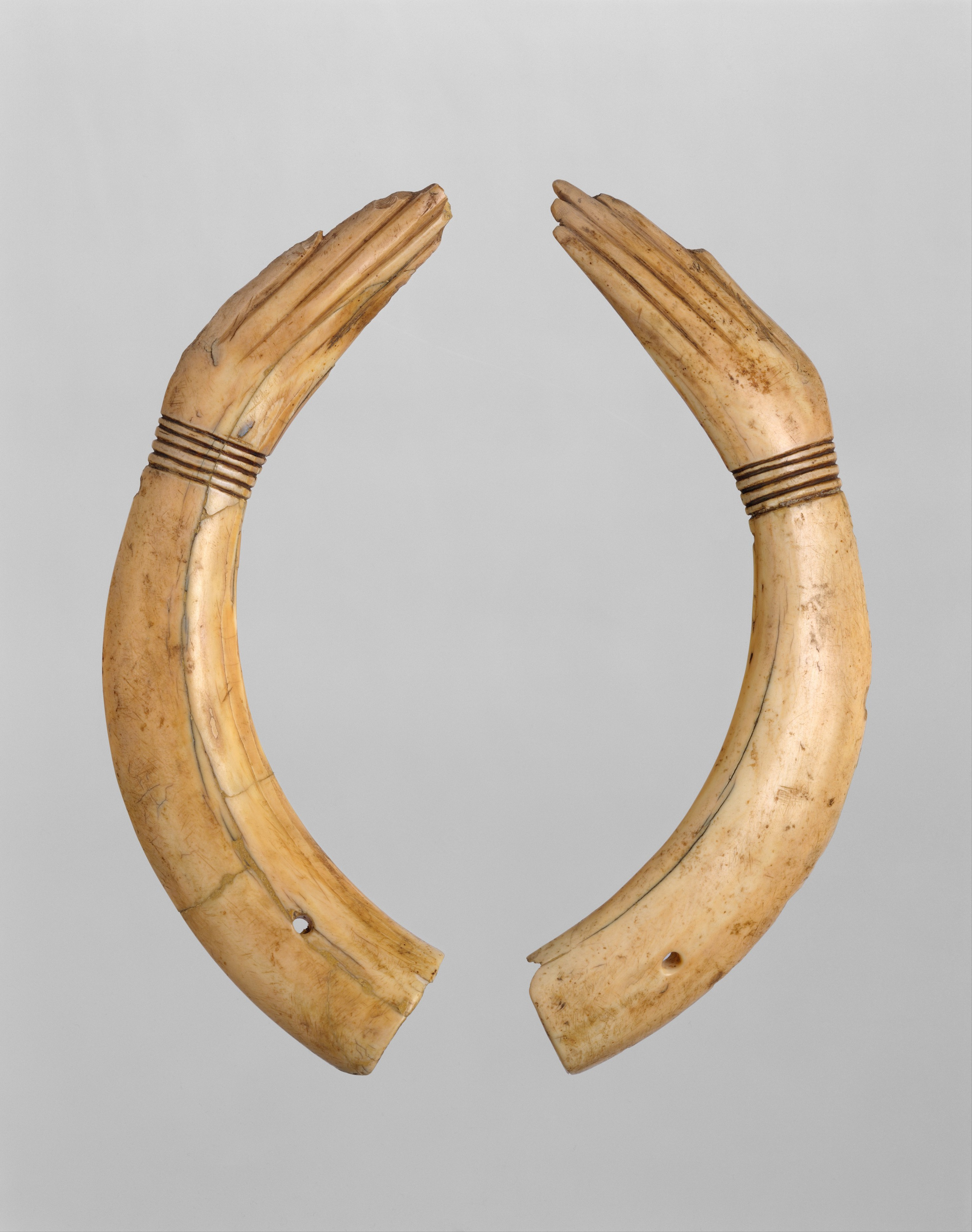
Трещотки из клыков бегемота. Египет, ок. 1353 — 1336 годов до н.э. (Метрополитен-музей, США)

Клыки и другие зубы гиппопотама покрыты очень твёрдой эмалью (которая отсутствует на бивнях слона), так что её приходится сошлифовывать или скалывать, но внутренняя масса похожа на слоновую кость, только белее, с синеватым оттенком и твёрже. Поэтому лучшими сортами, так называемой, «слоновьей кости» не из слонов, считаются зубы бегемотов. Они же использовались для изготовления искусственных зубов.
Зубы кашалота тоже имеют желтоватую и твёрдую кость, годную для мелких поделок. 
Зубы слона и других больших животных слишком неоднородного строения и малопригодны, хотя тоже изредка идут в дело. 
Возрастает популярность некоторых видов твёрдых орехов как замены для слоновой кости, хотя их размеры ограничивают сферу применения. Орехи тагуа Phytelephas, в значительных объёмах произрастающие в прибрежных дождевых лесах Эквадора, Перу и Колумбии, называют иногда растительной слоновой костью.